# Mesturus
Mesturus es un género extinto de peces con aletas radiadas que vivió durante la época del Jurásico. Esta especie fue reconocida por Wagner en 1859.